# Terminale (telecomunicazioni)
Nelle telecomunicazioni, un terminale, o apparato terminale, è l'apparecchiatura, costituita da un monitor, una tastiera e una stampante, usata per trasmettere o ricevere dati da un sistema di elaborazione o trasmissione con cui è collegata. Il terminale è il dispositivo ultimo con cui l'utilizzatore finale si interconnette e interagisce con la rete per la trasmissione dei dati.
Tipici esempi sono gli apparati telefonici, sia fissi che mobili; i dispositivi per l'accesso diretto alla rete dati come computer e tablet collegati a Internet o genericamente in rete (es. LAN), i televisori o le rice-trasmittenti radiofoniche.